# Премія генерал-губернатора Канади в галузі візуального та медіа-мистецтва
Премія генерал-губернатора Канади в галузі візуального та медіа-мистецтва (англ. Governor General's Awards in Visual and Media Arts) — щорічна нагорода за досягнення у візуальному та медійному мистецтві, одна з премій, присуджуваних генерал-губернатором Канади. Звичайно щорічно до 8 номінантів отримують премію в сумі 25 тис канадських доларів.
Започаткована у 2000 році тодішньою генерал-губернаторкою Ейдрієн Кларксон, премію присуджує Канадська рада мистецтв. Незалежне журі заслужених митців-професіоналів візуального та медійного мистецтва обирає до семи лауреатів до нагородження за їхні мистецькі досягнення та одного лауреата за видатний внесок у ролі професіонала або волонтера. Видатні митці красних мистецтв (живопису, рисунку, фотографії, графіки та скульптури, включно з інсталяціями та іншими тривимірними роботами); ужиткового мистецтва (архітектури, інтер'єру та декору), незалежні фільмографи і відеографи, а також творці аудіо і нових медій можуть бути відібраними як лауреати нагороди. Починаючи з 2007 року, додатково була створена премія імені Сайді Бронфман за досягнення у художніх ремеслах за таким самим процесом.
У 2015 кожен лауреат окрім $25,000 нагороди отримав нагоду бути виставленим у Канадській національній галереї..
До 2020 року було нагороджено близько 160 осіб плюс близько 45 осіб за художні ремесла.